# 담륜자

담륜자의 해부학적 설명.
A - 상부
B - 하부
1 - 신경절
2 - 정단모
3 - 구전섬모환
4 - 구후섬모환
5 - 신관
6 - 항문
7 - 원시 배설관
8 - 위장관
9 - 구강
10 - 포배강

담륜자(擔輪子) 또는 트로코포아(trochophore)는 해양 플랑크톤 유생의 일종으로, 몸에 여러 섬모가 있다. 담륜자는 섬모를 빠르게 움직임으로서 주변 물에 소용돌이를 만드는데, 이를 통해 주변 환경을 조절하고, 먹이를 가까이 가져온다.

## 분포

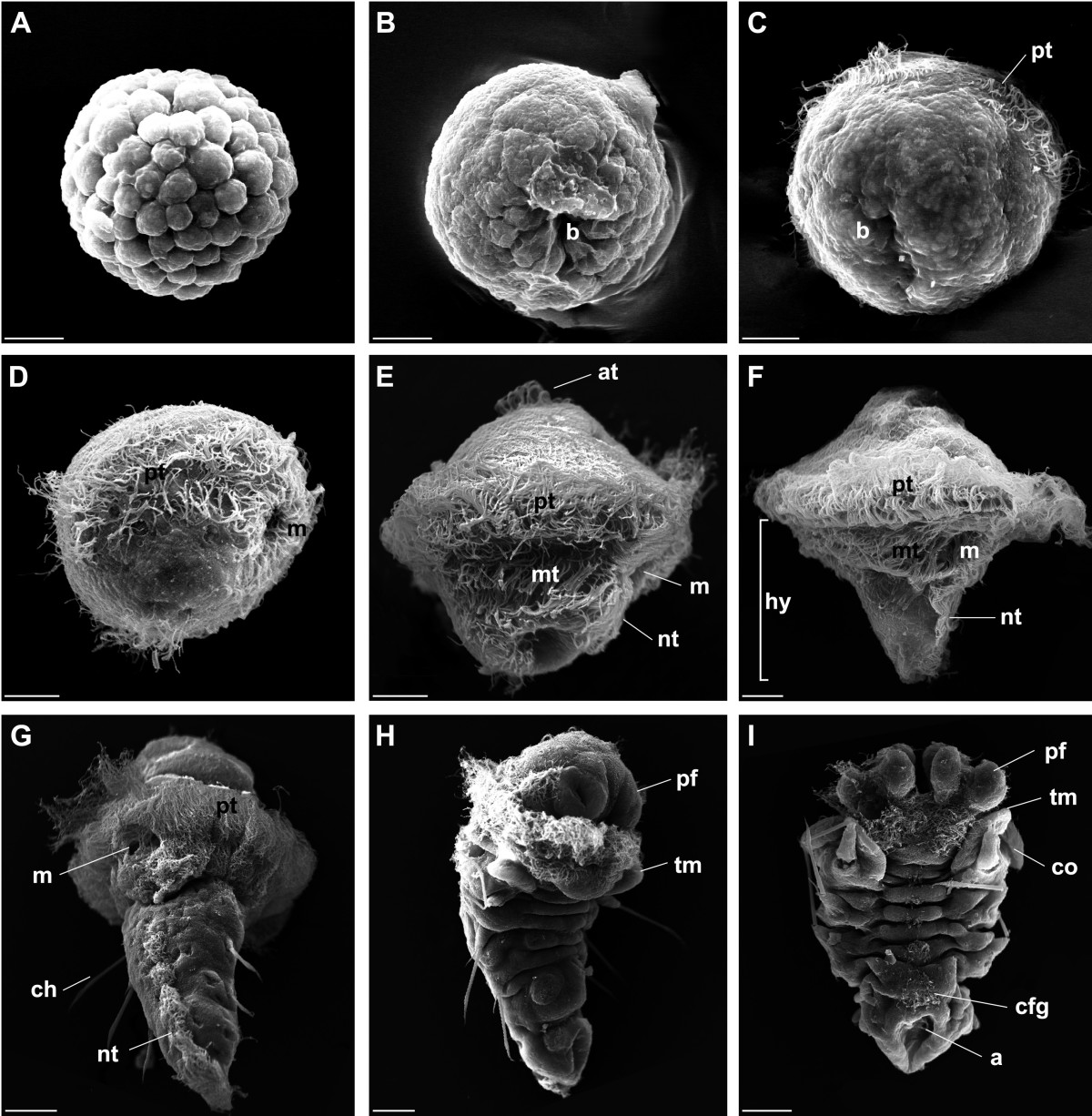
석회관갯지렁이과에 속하는 포마토케로스 라마르키이의 담륜자를 현미경으로 촬영한 모습.

담륜자는 담륜동물에 속하는데, 여기에는 내항동물, 연체동물, 환형동물, 유형동물이 속하며, 함께 촉수담륜동물을 이룬다. 앞에 언급한 모든 계통군의 공통 조상이 담륜자 유생일 가능성도 제기되고 있다.

## 용어
'트로코포아'는 고대 그리스어 τροχός 트로코스[*]→바퀴와, φορέω 포레오[*]→운반자라는 두 단어에서 유래하였는데, 이는 유생이 섬모대로 이루어진 바퀴 모양이기 때문이다.

## 포식
담륜자 유생은 플랑크톤 영양형으로, 다른 플랑크톤을 섭취한다.

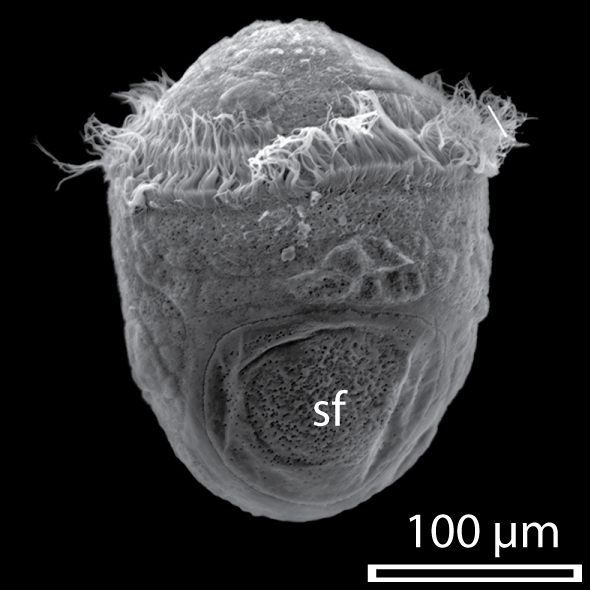
해양 복족류인 할리오티스 아시니나의, 연령 9시간인 담륜자.

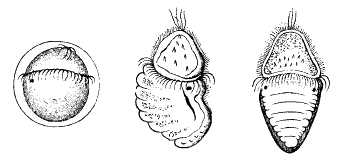
다판류의 개체 발생: 왼쪽부터 담륜자, 변태 과정, 비부유성 유생의 모습. 모두 주사전자현미경 사진이다.